# Aree naturali protette della Georgia

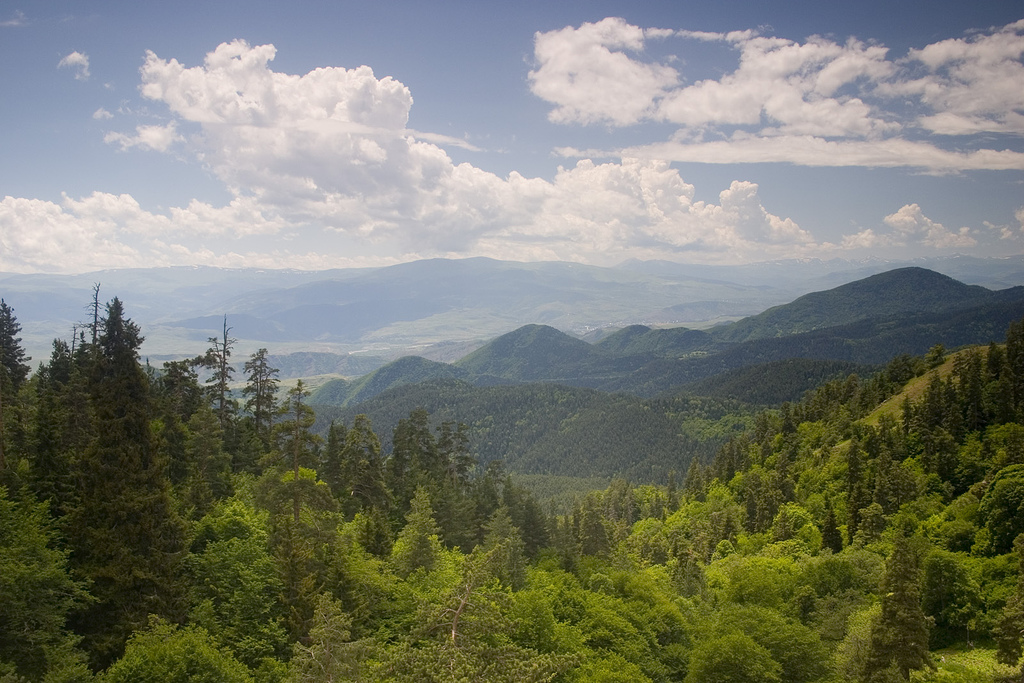
Parco nazionale Borjomi-Kharagauli

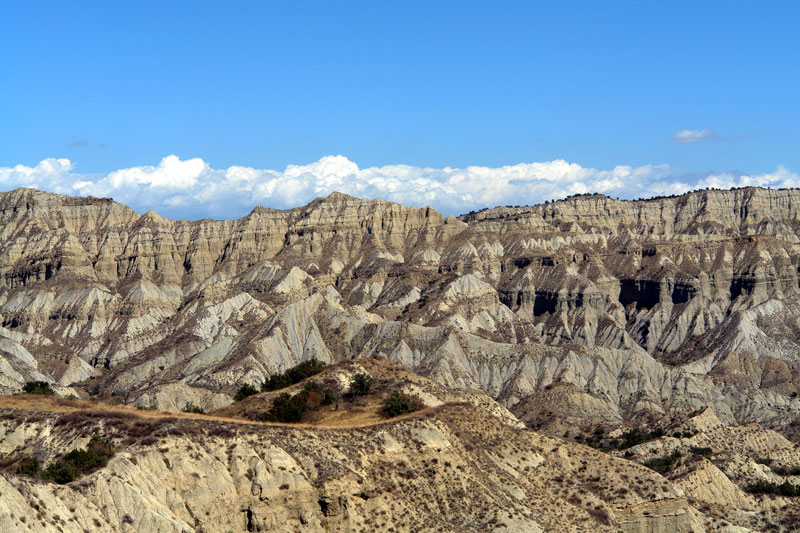
Parco nazionale di Vashlovani

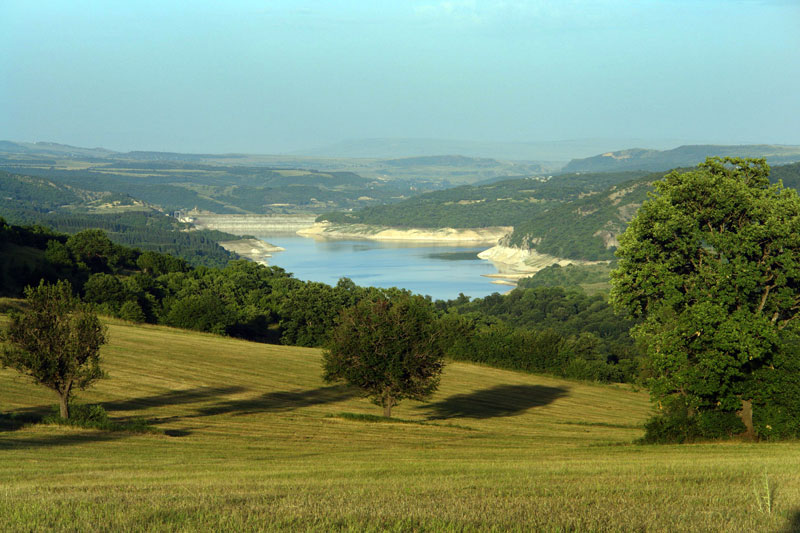
Lago nel parco nazionale di Algeti

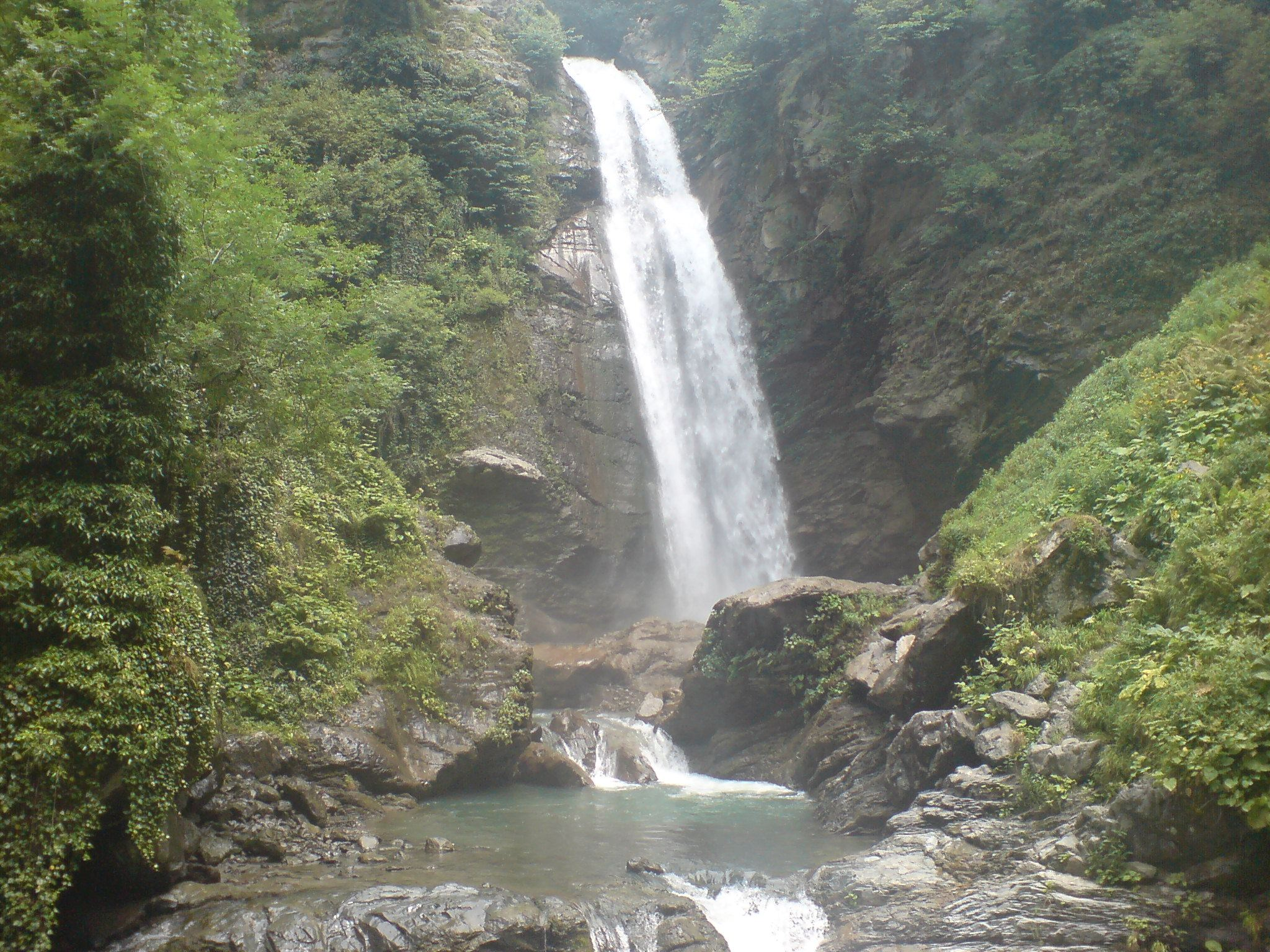
Cascata nella riserva di Lagodekhi

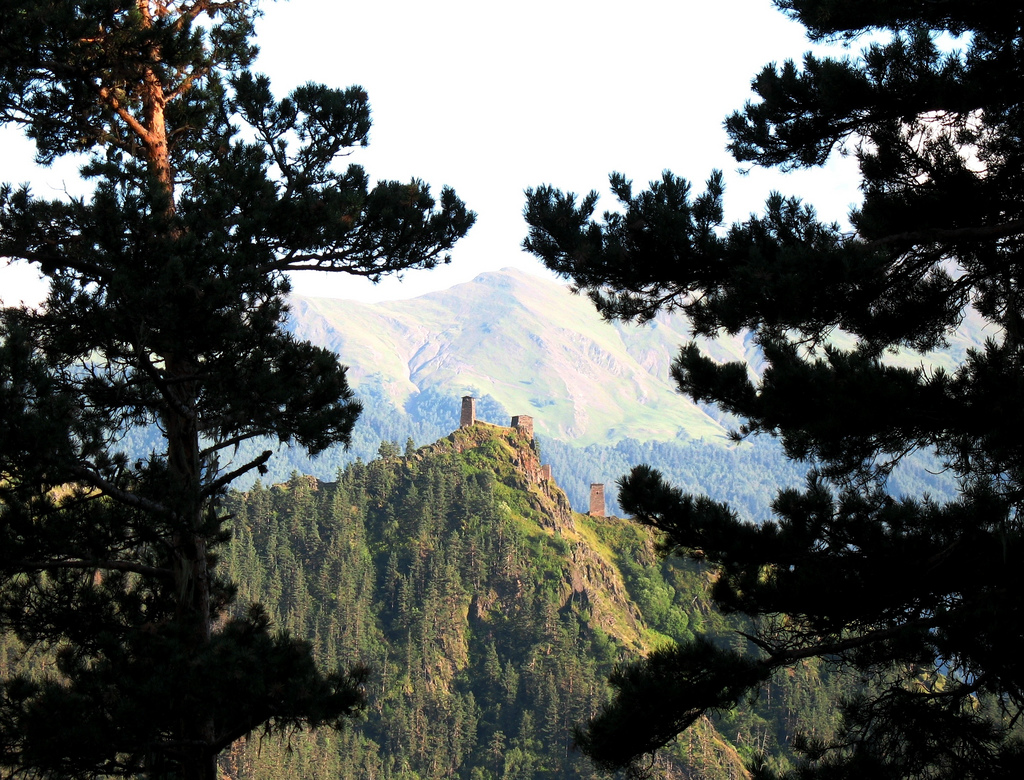
Keselo, Tuscezia

Le aree naturali protette della Georgia sono costituite da 68 differenti siti. La storia delle aree protette del paese caucasico affonda le proprie radici nel 1912, anno in cui venne istituita la riserva naturale di Lagodekhi. Allo stato attuale la superficie totale di aree naturali protette è di 520273 ha, pari al 7,46% del territorio nazionale. Circa il 75% delle aree protette è ricoperto da foreste. La suddivisione delle aree risulta attualmente composta da:
- 10 parchi nazionali (in georgiano სახელმწიფო ნაკრძალი?)
- 14 riserve naturali integrali (in georgiano ეროვნული პარკი?)
- 24 monumenti naturali (in georgiano ბუნების ძეგლი?)
- 18 aree di conservazione di Habitat/Specie (in georgiano აღკვეთილი?)
- 2 paesaggi protetti (in georgiano დაცული ლანდშაფტი?)

## Parchi nazionali
| Nome                                  | Superficie (ha) | Fondazione |
| ------------------------------------- | --------------- | ---------- |
| Parco nazionale di Algeti             | 6 822           | 2007       |
| Parco nazionale di Borjomi-Kharagauli | 61 234          | 1995       |
| Parco nazionale di Javakheti          | 13 687          | 2011       |
| Parco nazionale di Kazbegi            | 8 707           | 2007       |
| Parco nazionale di Kolkheti           | 39 001          | 1998       |
| Parco nazionale di Machakhela         | 10 993          | 2012       |
| Parco nazionale di Mtirala            | 15 806          | 2006       |
| Parco nazionale di Tbilisi            | 22 425          | 1973       |
| Parco nazionale di Tusheti            | 10 858          | 2003       |
| Parco nazionale di Vashlovani         | 24 820          | 2003       |

## Riserve naturali integrali
| Nome                                  | Superficie (ha) | Fondazione |
| ------------------------------------- | --------------- | ---------- |
| Riserva naturale di Babaneuri         | 2 986           | 1950       |
| Riserva naturale di Batsara           | 862             | 1935       |
| Riserva naturale di Bichvinta-Miusera | 165             | 1926       |
| Riserva naturale di Borjomi           | 14 820          | 1935       |
| Riserva naturale di Kintrishi         | 10 703          | 1959       |
| Riserva naturale di Kobuleti          | 331             | 1959       |
| Riserva naturale di Lagodekhi         | 22 295          | 1912       |
| Riserva naturale di Liakhvi           | 6 388           | 1977       |
| Riserva naturale di Mariamjvari       | 1 040           | 1935       |
| Riserva naturale di Pskhu-Gumista     | 40 819          | 1941       |
| Riserva naturale di Ritsa             | 16 289          | 1946       |
| Riserva naturale di Sataplia          | 354             | 1935       |
| Riserva naturale di Tusheti           | 10 858          | 1961       |
| Riserva naturale di Vashlovani        | 14 820          | 1935       |